# Rappenburg (Wetzisreute)
Die Rappenburg (auch Boserburg) ist eine abgegangene Burg östlich von Wetzisreute in der Gemeinde Schlier im Landkreis Ravensburg in Baden-Württemberg.
Die Burg war vermutlich ursprünglich der Stammsitz der Adelsfamilie Boser, deren Familienname im Jahr 1368 mit dem Bosers Forst, einer Waldparzelle im Altdorfer Wald, erstmals urkundlich erwähnt wurde, vor sie ihren Sitz in den Ort von Wetzisreute verlegten. Von der Burganlage ist heute nichts mehr erhalten. Allerdings zeigt ein Andachtsbild in der der heutigen, 1698 von der Familie Boser in Wetzisreute erbauten St.-Josefs-Kapelle im Hintergrund ein turmartiges Gebäude mit Fensteröffnungen in den höher gelegenen Stockwerken, bei dem es sich um die Burg gehandelt haben könnte. Die Turmburg liegt in dem Gemälde aus dem 17. oder frühen 18. Jahrhundert auf einem Hügel östlich von Wetzisreute. Der genaue Zeitpunkt des Baus und der Zerstörung der Burg ist unbekannt. Auch ist auf einer Landkarte aus dem Jahr 1825 eine Baumallee mittig des östlich Wetzisreutes gelegenen Höhenzuges Fohlenberg zu sehen, welche die repräsentative Zuwegung zu dem damals bereits verschwundenen Gebäude gewesen sein könnte.